# Natuurpark Sant Llorenç del Munt i l'Obac

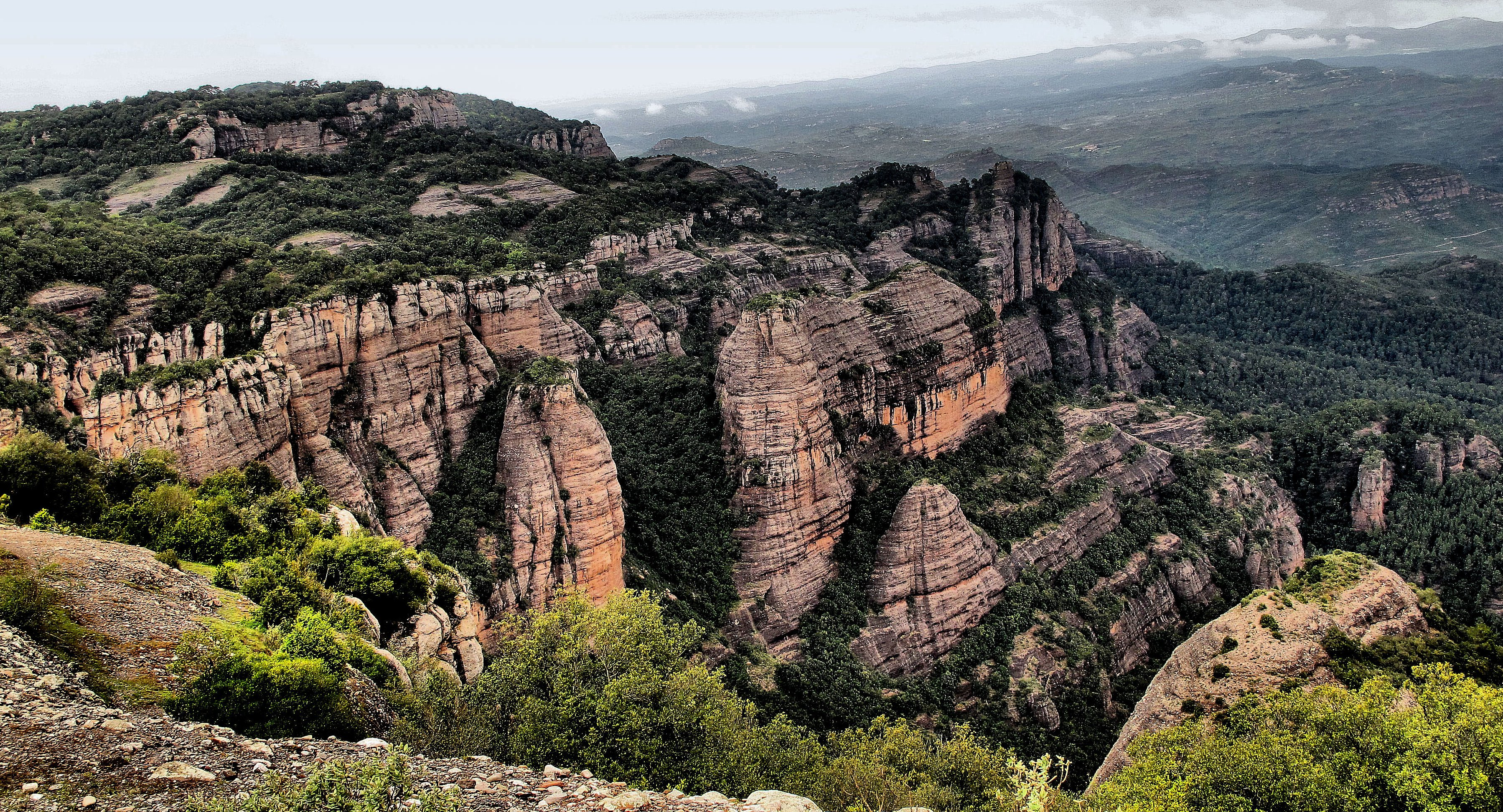

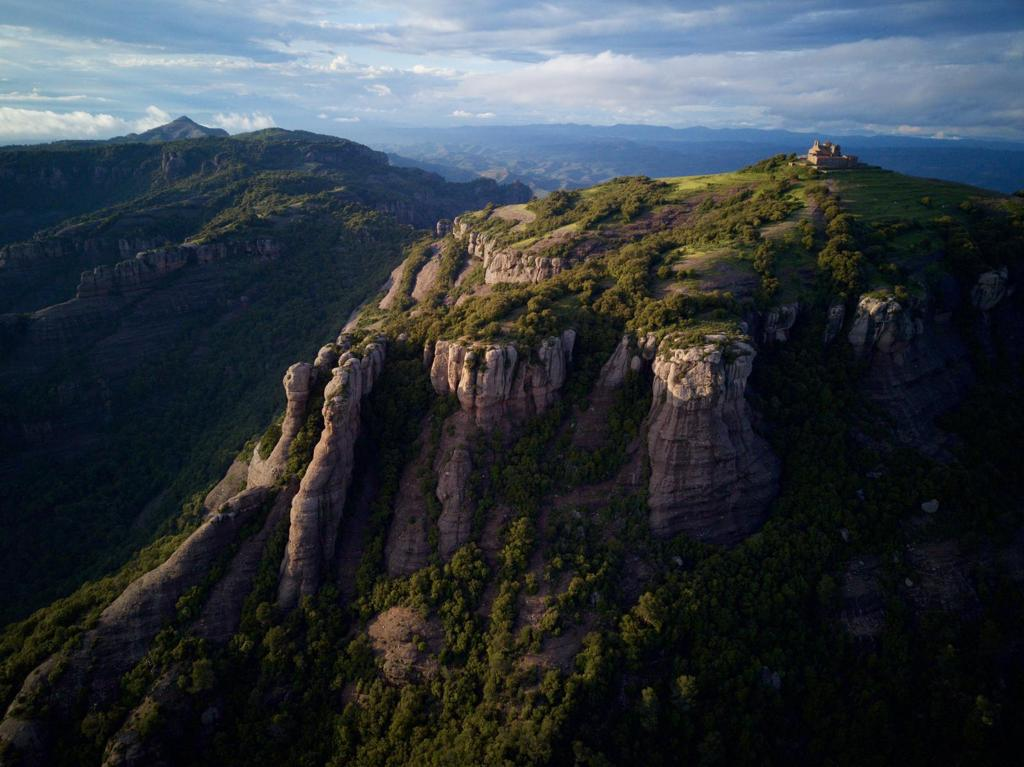

Het Natuurpark  Sant Llorenç del Munt i l'Obac (Catalaans: Parc Natural de Sant Llorenç del Munt i l'Obac/Spaans: Parque natural de de San Lorenzo del Munt y del Obac) is een natuurpark in Catalonië in Spanje. Het natuurpark werd opgericht in 1987 en is 13694 hectare groot. Het natuurpark omvat bergen, rotsformaties en bossen.